# دومینک بالمانیا
دومینک بالمانیا (انگلیسی: Domènec Balmanya؛ ۲۹ دسامبر ۱۹۱۴ – ۱۴ فوریهٔ ۲۰۰۲ (۸۷ سال)) بازیکن فوتبال اهل اسپانیا بود. وی به نام دومینگو بالمائا، هافبک و مربی سابق فوتبال اسپانیا بود که بیشتر دوران بازیگری خود را در باشگاه فوتبال بارسلونا گذراند. او به عنوان سرمربی، بارسلونا را در فتح کوپا دل ری در سال ۱۹۵۷ و در اولین قهرمانی در فوریه ۱۹۵۸ این تیم را هدایت کرد.
وی همچنین در تیم ملی فوتبال کاتالونیا بازی کرده‌است.